# Mycetophila paraconstricta
Mycetophila paraconstricta är en tvåvingeart som beskrevs av Duret 1981. Mycetophila paraconstricta ingår i släktet Mycetophila och familjen svampmyggor. Inga underarter finns listade i Catalogue of Life.